# Cathédrale de Karlstad
La cathédrale de Karlstad (Karlstads domkyrka) est une cathédrale située sur l'île de Tingvallaön, en plein centre de Karlstad, dans le Värmland en Suède. C'est le siège de l'évêché de Karlstad. 
Elle fut construite entre 1723 et 1730, à la suite de l'incendie de la cathédrale précédente, elle-même construite après l'incendie en 1616 de la précédente église du XIIIe siècle. Elle fut construite initialement dans un style baroque, mais après l'incendie de la ville en 1865, qui affecta en partie la cathédrale, elle fut restaurée dans un style plus néoclassique.